# De Grote Leugen
De Grote Leugen (Duits: große Lüge) is een propagandatechniek. De term werd bedacht door Adolf Hitler en hij noemde het in zijn autobiografie Mein Kampf "een zo kolossale leugen dat niemand zou kunnen geloven dat iemand de waarheid zulk grof geweld aan zou doen".
In de 21e eeuw wordt de term gebruikt voor de pogingen van Donald Trump om de Amerikaanse presidentsverkiezingen van 2020 ongedaan te maken. In dit geval is de grote leugen de valse bewering dat de verkiezingen zijn gestolen door massale verkiezingsfraude. De omvang van de claims leidde ertoe dat Trump-aanhangers het Amerikaanse Capitool bestormden.

## Geen voorstander
Beweringen dat Hitler impliciet pleitte voor het gebruik van de Große Lüge als techniek voor nazipropaganda zijn onjuist. Toen Hitler over de Große Lüge schreef in zijn beruchte boek, beschuldigde hij juist 'de Joden' van het gebruik ervan.
Uit hoofdstuk 10 van Mein Kampf:
Het vereist de hele bodemloze leugen van de Joden en hun Marxistische gevechtsorganisatie om alleen die man de schuld te geven van de instorting die, met bovenmenselijke energie en macht, de ramp die hij voorzag geprobeerd heeft te voorkomen en de natie te redden uit haar tijd van diepste vernedering en schande. Door Ludendorff als schuldige aan te wijzen voor het verlies van de Eerste Wereldoorlog namen ze het wapen van het morele recht uit handen van net die gevaarlijke aanklager, die had kunnen opstaan tegen de verraders van het vaderland. Hiermee zijn zij overgegaan op het beginsel dat de omvang van een leugen altijd een bepaalde factor van geloofwaardigheid bevat, gezien de grote massa van de bevolking in de bodem van hun harten ernaar neigen liever te worden beschadigd dan bewust en doelbewust kwaadaardig te zijn, en dat, daarom, in het licht van de primitieve eenvoud van hun brein ze gemakkelijker ten prooi vallen aan een grote leugen dan aan een kleine, omdat ze zelf liegen in kleine dingen, maar zich zouden schamen voor te grote leugens. Zo'n leugen zal nooit in hun hoofden opkomen en ze zullen niet in staat zijn om te geloven in de mogelijkheid van zulke monsterlijk bedrog en valse verklaringen bij anderen, ja, zelfs wanneer ze worden verlicht over het onderwerp, zullen zij lang twijfelen en aarzelen, en ten minste een van deze twee zaken als de waarheid blijven beschouwen. Daarom dan ook, dat iets van zelfs de meest vuige leugen altijd zal blijven plakken aan de feiten, wat alle grote leugen-virtuozen en leugenachtige clubs in deze wereld maar al te goed weten en er ook het meest verraderlijke gebruik van maken.
De belangrijkste kenners van deze waarheid over de mogelijkheden in het gebruik van de leugen en laster zijn altijd de joden, want hun hele bestaan is al gebaseerd op een grote leugen, namelijk dat zij een religieuze gemeenschap zijn, terwijl ze eigenlijk een ras zijn en wat voor een ras! Een van de grootste geesten van de mensheid sloeg de spijker op zijn kop in een eeuwig juiste uitdrukking van de fundamentele waarheid: Schopenhauer noemt hen 'de grote meesters van de leugen.' En wie dit niet herkent of niet wil geloven, zal nooit de waarheid in deze wereld naar de overwinning kunnen helpen.

## Goebbels
Later kwam Joseph Goebbels met een iets andere theorie die vaker in verband wordt gebracht met de uitdrukking De Grote Leugen. Goebbels schreef de volgende paragraaf in een artikel op 12 januari 1941, zestien jaar nadat Hitler de term De Grote Leugen voor het eerst gebruikte. Deze heette "Aus Churchills Lügenfabrik," ("Uit Churchill's Leugenfabriek") en werd gepubliceerd in Die Zeit ohne Beispiel:
Dat is natuurlijk nogal pijnlijk voor de betrokkenen. Men zou in de regel haar leugens niet moeten onthullen, omdat men niet weet of en wanneer men ze weer nodig heeft. Het essentiële geheim van Engels leiderschap is niet zozeer afhankelijk van intelligentie. Integendeel, het hangt af van een opmerkelijk dom dik hoofd. De Engelsen houden zich aan het principe dat wanneer men liegt, dan moet het een grote leugen zijn, en deze moet worden volgehouden. Zij houden hun leugens vol, zelfs met het risico ermee voor gek te staan.

## Hitlers psychologische profiel
De term werd ook gebruikt in een verslag opgesteld tijdens de oorlog door de Office of Strategic Services, in de beschrijving van Hitlers psychologisch profiel:
Zijn primaire regels waren: nooit toestaan dat het publiek afkoelt; nooit een fout of ongelijk toegeven; nooit toegeven dat er misschien iets goeds huist in uw vijand; nooit ruimte laten voor alternatieven; nooit schuld aanvaarden; concentreer op een vijand tegelijk en verwijt hem alles wat verkeerd gaat, de mensen geloven een grote leugen sneller dan een kleine, en als je die vaak genoeg herhaalt, zullen mensen die vroeg of laat geloven.